# ریچارد داوسون (زاده۱۹۶۲)
ریچارد داوسون (انگلیسی: Richard Dawson؛ زادهٔ ۶ ژوئیهٔ ۱۹۶۲) بازیکن فوتبال اهل بریتانیا است.
از باشگاه‌هایی که در آن بازی کرده‌است می‌توان به باشگاه فوتبال یورک سیتی، باشگاه فوتبال چورلی، باشگاه فوتبال بوستون یونایتد، باشگاه فوتبال نورتویچ ویکتوریا، و باشگاه فوتبال هروگیت تاون اشاره کرد.